# Porovnání služeb poskytujících streaming hudby on-demand
Tento seznam obsahuje služby poskytující streamování hudby na vyžádání. Tyto služby nabízejí streamování obsahu v plné délce přes internet jako součást svých služeb, aniž by posluchač nutně platil za stahování souborů. Tento typ služby je srovnatelný s internetovým rádiem. Mnohé z těchto služeb obsahují reklamy a nabízejí placené možnosti ve stylu online hudebního obchodu.

## Současné služby
| Služba              | Možnost přístupu zdarma | Volný výběr streamovaného obsahu | Stahování skladeb | počet skladeb (miliony) | počet uživatelů (miliony) | Celosvětová dostupnost                       | Web | Android | iOS | Windows Phone | Desktop                   | Ostatní platformy                                                                                               |
| ------------------- | ----------------------- | -------------------------------- | ----------------- | ----------------------- | ------------------------- | -------------------------------------------- | --- | ------- | --- | ------------- | ------------------------- | --- |
| 8tracks             | Částečně                | Ano                              | Ne                | 6.5                     |                           | Ano                                          | Ano | Ano     | Ano | Ne            | Ne                        | |
| akazoo              | Částečně                | Ano                              | Ano               | 3.5                     | 4.1                       | Částečně                                     | Ano | Ano     | Ano | Ne            | Ano                       | |
| Amazon Prime Music  | Ne                      | Ano                              | Ano [ 4 ]         | 1                       | <10                       | US, UK, Německo, Japonsko                    | Ano | Ano     | Ano | Ne            | Windows, Mac              | Blackberry |
| Anghami             | Částečně                | Ano [ 7 ]                        | Ano               | 4                       |                           | Částečně                                     | Ne  | Ano     | Ano | Ne            | Ne                        | Blackberry |
| Apple Music         | Ne                      | Ano                              | Ano               | 37                      | 15                        | Částečně                                     | Ne  | Ano     | Ano | Ne            | Windows a Mac přes iTunes | Sonos, Apple TV                                                                                                 |
| Aupeo!              | Částečně                | Ne                               | Ne                | 0.9                     |                           | Ano                                          | Ano | Ano     | Ano | Ano           | Ne                        | |
| Batanga Radio       | Ano                     | Ne                               | Ne                | 0.3                     |                           | Částečně USA, Latinská Amerika               | Ano | Ano     | Ano | Ne            | Windows,Mac               | Sonos |
| Beatport            | Částečně                | Ano                              | Ano               |                         |                           | Ano                                          | Ano | Ano     | Ano | Ne            | Windows, Mac              | |
| Deezer              | Částečně                | Ano                              | Ano [ 12 ]        | 35                      | 6                         | Ano                                          | Ano | Ano     | Ano | Ano           | Ano                       | Sonos, Chromecast, Symbian, Blackberry                                                                          |
| Earbits             | Ano                     | Ne                               | Ne                | 0.02                    |                           | Ano                                          | Ano | Ano     | Ano | Ne            | Ne                        | |
| Google Play Music   | Ano                     | Ano                              | Ano [ 16 ]        | 35                      |                           | Částečně                                     | Ano | Ano     | Ano | Ne            | Ano                       | Sonos, Chromecast, Google Chrome App                                                                            |
| Groove Music        | Ne                      | Ano                              | Ano               | 40                      |                           | Částečně                                     | Ano | Ano     | Ano | Ano           | Windows                   | Xbox 360, Xbox One,Sonos                                                                                        |
| Guvera              | Ano                     | Ano [ 19 ]                       | Ano [ 19 ]        | 26                      | 17                        | Částečně                                     | Ano | Ano     | Ano | Ne            | Ano                       | Sonos, Blackberry                                                                                               |
| iHeartRadio         | Ano                     | Ne                               | Ne                | 15                      | 48                        | USA                                          | Ano | Ano     | Ano | Ano           | Mac                       | |
| Jango               | Ano                     | Ne                               | Ne                |                         |                           | Ano                                          | Ano | Ano     | Ano | Ne            | Ne                        | |
| Line Music          | Ne                      | Ano                              | Ano               | 1.5                     |                           | Japonsko, Thajsko                            | Ano | Ano     | Ano | Ne            | Ne                        | |
| MixRadio            | Ano                     | Ne                               | Ano               | 36                      |                           | Částečně                                     | Ano | Ano     | Ano | Ano           | Ne                        | Blackberry |
| Musicovery          | Částečně                | Ne                               | Ne                |                         |                           | Ano                                          | Ano | Ne      | Ano | Ne            | Ne                        | |
| Napster             | Ne                      | Ano [ 25 ]                       | Ano [ 25 ]        | 32                      | 2.5                       | Částečně UK, Německo                         | Ano | Ano     | Ano | Ano           | Windows                   | Sonos |
| NetEase cloud music | Ano                     | Ano                              | Ano               | 36                      | 55                        | Částečně                                     | Ano | Ano     | Ano | Ano           | Windows, Mac              | Blackberry |
| Pandora             | Ano                     | Ne                               | Ano               | 1.5                     | 77                        | Částečně USA, Austrálie, Nový Zéland         | Ano | Ano     | Ano | Ano           | Windows, Mac              | Blackberry |
| Patari.pk           | Ano                     | Ano                              | Ano               |                         |                           | Ano                                          | Ano | Ano     | Ano | Ne            | Ne                        | |
| Qobuz               | Ne                      | Ano                              | Sublime plan      | 30                      |                           | Francie, Velká Británie, Nizozemsko, Německo | Ano | Ano     | Ano | Ne            | Ano                       | Sonos |
| Radical.fm          | Ano                     | Ne                               | Ne                | 25                      |                           | Částečně USA                                 | Ne  | Ano     | Ano | Ne            | Ne                        | |
| Rhapsody            | Ne                      | Ano                              | Ano               | 32                      | 2.5                       | Částečně USA                                 | Ano | Ano     | Ano | Ano           | Windows                   | Sonos, Xbox, Samsung TV, Ford, BMW, MetroPCS, Blackberry                                                        |
| Saavn               | Částečně                | Ano                              | Ne                | 3                       | 11                        | Ano                                          | Ano | Ano     | Ano | Ne            | Ne                        | |
| Slacker             | Částečně                | Ne                               | Ne                | 13                      | 26                        | USA, Kanada                                  | Ano | Ano     | Ano | Ano           | Ano                       | Blackberry |
| SoundCloud          | Ano                     | Ano                              | Omezeno           | 100                     | 175                       | Ano                                          | Ano | Ano     | Ano | Ano           | Ne                        | |
| Spotify             | Částečně                | Ano                              | Ano               | 30                      | 75                        | Částečně                                     | Ano | Ano     | Ano | Ano           | Windows, Mac, Linux       | Palm, Sonos, Symbian, Boxee, Telia Digital-TV, Virgin TiVo, webOS, Linux, PlayStation 4, Blackberry, Chromecast |
| Tidal               | Ne                      | Ano                              | Ano               | 36                      | 1                         | Částečně                                     | Ano | Ano     | Ano | Ne            | Windows, Mac              | |
| YouTube Red         | Ano                     | Ano                              | Ano [ 44 ]        |                         |                           | USA                                          | Ano | Ano     | Ano | Ano           | Ne                        | |
| Služba              | Možnost přístupu zdarma | Volný výběr streamovaného obsahu | Stahování skladeb | počet skladeb (miliony) | počet uživatelů (miliony) | Celosvětová dostupnost                       | Web | Android | iOS | Windows Phone | Desktop                   | Ostatní platformy                                                                                               |

## Ukončené služby
| Služba                            | Osud                                              | Zrušeno           |
| --------------------------------- | ------------------------------------------------- | ----------------- |
| Xbox Music                        | Nástupce Groove                                   | 6. července 2015  |
| iTunes Radio                      | Integrováno do Apple Music                        | 30. června 2015   |
| Beats Music                       | Nástupce Apple Music                              | 30. června 2015   |
| Blinkbox Music                    | Under administration                              | 11. června 2015   |
| Grooveshark                       | Ukončeno                                          | 30. dubna 2015    |
| Rara                              | Ukončeno                                          | 29. března 2015   |
| Last.fm                           | Ukončení poskytování streamováného radia          | 28. dubna 2014    |
| Music Unlimited                   | Nahrazeno PlayStation Music provozovaném Spotify. | 29. března 2015   |
| WiMP                              | Integorváno do Tidal                              | 23. března 2015   |
| Simfy Germany (Not Simfy Africa!) | Uživatelům bylo doporučeno použít Deezer.         | 1. března 2015    |
| MOG                               | Nástupce Beats Music, následně Apple Music        | 21. ledna 2015    |
| Songza                            | Sloučeno s Google Play Music                      | 21. října 2014    |
| Ubuntu One Music                  | Ukončeno                                          | 2. dubna 2014     |
| Dhingana                          | Odkoupeno Rdio                                    | 14. března 2014   |
| Zune Marketplace                  | Nástupce: Xbox Music                              | 15. října 2012    |
| Mflow                             | Nástupce: Bloom.fm                                | Leden 2012        |
| Thumbplay                         | Odkoupeno iHeartRadio                             | 1. března 2011    |
| Rdio                              | Ukončeno / Aktiva odkoupena Pandora               | 22. prosince 2015 |